# Arthur Morley Davies
Arthur Morley Davies (1869–1959) est un paléontologue britannique et auteur ou co-auteur de plusieurs livres sur le sujet.

## Biographie
Il est membre honoraire de la Royal Geographical Society et lecteur en paléontologie à l'Imperial College de l'Université de Londres. Il reçoit la médaille Lyell en 1929.
Davies est un critique du créationnisme. Son livre Evolution: And Its Modern Critics est une réponse aux arguments des créationnistes tels que Douglas Dewar.

## Ouvrages
- Buckinghamshire: With Maps, Diagrams and Illustrations (1912)
- A Geography of the British Isles (1929)
- Tertiary Faunas: A Text-book for Oilfield Palaeontologists and Students of Geology (1934)
- Evolution: And Its Modern Critics (1937)